# David Brunt
David Brunt KBE (Staylittle, 17 de junho de 1886 — 5 de fevereiro de 1965) foi um meteorologista galês.